# À la recherche de la famine
Pour plus de détails, voir Fiche technique et Distribution.
À la recherche de la famine (Akaler Sandhane) est un film indien réalisé par Mrinal Sen, sorti en 1981. Le film gagna le Grand prix du jury de la Berlinale.

## Synopsis
En septembre 1980, une équipe de tournage se rend dans un village pour tourner un film sur la famine provoquée par la guerre ayant tué cinq millions de Bengalis en 1943.

## Fiche technique
- Titre original : Akaler Sandhane
- Titre français : À la recherche de la famine
- Réalisation : Mrinal Sen
- Scénario : Mrinal Sen et Amalendu Chakraborty
- Photographie : K.K. Mahajan
- Décors : Suresh Chandra & Bansi Chandragupta
- Montage : Gangadhar Naskar
- Musique : Salil Choudhury
- Production : Dhiresh Kumar Chakraborty
- Société de production : D.K. Films
- Pays d'origine : Inde
- Format : Couleur
- Durée : 115 minutes
- Date de sortie : 1981

## Distribution
- Dhritiman Chatterjee : Réalisateur du film
- Smita Patil : Elle-même
- Radhamohan Bhattacharya : Professeur
- Sreela Majumdar : Durga
- Rajen Tarafder : Haren

## Distinctions

### Nominations
- 1981 : Berlinale : Ours d'or
- 1981 : Festival international du film de Valladolid : Épi d'or

### Récompenses
- 1981 : Berlinale : Ours d'argent
- 1981 : Berlinale : Prix Otto Dibelius
- 1981 : Berlinale : Prix OCIC
- 1981 : National Film Awards : meilleur film
- 1981 : National Film Awards : meilleur réalisation